# Кичик
Кичик (кирг. Кичик) — село в Кара-Сууском районе Ошской области Кыргызстана. Входит в состав Катта-Талдыкского айылного аймака.

## География
Село расположено в центральной части области, на правом берегу реки Кичик-Талдык, на расстоянии приблизительно 50 километров (по прямой) к юго-востоку от города Кара-Суу, административного центра района. Абсолютная высота — 2058 метров над уровнем моря.

## Население
Согласно оценочным данным Национального статистического комитета Кыргызской Республики, численность населения села на начало 2023 года составляла 321 человек.
| год     | 2009 | 2014 | 2015 | 2020 | 2021 | 2023 |
| ------- | ---- | ---- | ---- | ---- | ---- | ---- |
| человек | 350  | 275  | 277  | 314  | 321  | 321  |